# Wojna prochowa
Wojna prochowa (ang. Black Powder War) – książka autorstwa Naomi Novik, trzecia część z cyklu Temeraire.

## Świat przedstawiony
Akcja powieści toczy się w alternatywnym świecie, gdzie w czasie wojen napoleońskich oprócz środków konwencjonalnych stosowanych w tamtych czasach w wojnach, wykorzystuje się także smoki. Opowiada historię Temeraire’a, smoka niebiańskiego z Chin, oraz jego kapitana i przyjaciela Williama Laurence’a, byłego członka floty królewskiej. Książka zawiera elementy historyczne oraz elementy fantastyczne.

## Fabuła
Do przebywającego w Chinach Laurence’a przybywa posłaniec, dostarczając rozkazy, polecające mu natychmiast udać się do Turcji, by odebrać przeznaczone dla Wielkiej Brytanii trzy jaja smocze. Z powodu ciszy na morzu załoga Temeraire’a decyduje się odbyć podróż powietrzną przecinając całą Azję. Przewodnikiem zostaje posłaniec – pół Azjata-pół Anglik – Tharkay. Załoga przeżywa w drodze liczne przygody, z których najciekawsza i najbardziej brzemienne w skutki – to napotkanie stada dzikich smoków w górach środkowej Azji, od których dowiadują się, że przed nimi tę samą drogę przemierzała wiedziona zemstą biała smoczyca Lien. Wobec tego Laurence decyduje się jak najszybciej dotrzeć do celu. Po przybyciu do Stambułu sytuacja niestety jeszcze się pogarsza. Prowadzący sprawę ambasador brytyjski zginął, zaś jego sekretarz ulotnił się ponoć z całą sumą przeznaczoną na zakup jaj. Dodatkowo Laurence i Temeraire na dworze sułtana są wyraźnie traktowani jak więźniowie domowi. Śledztwo przeprowadzone na własną rękę wykazuje jednak, że za wszystkim stoją sami Turcy, którzy zdecydowawszy się w wojnie wziąć stronę Napoleona nie zamierzają dotrzymać umowy danej Brytyjczykom. Śmierć ambasadora i zniknięcie całego złota to także ich sprawka. Doprowadzony do ostateczności Laurence decyduje się na desperacką próbę porwania jaj i ucieczki z więzienia. Plan udaje się zrealizować tylko częściowo, jedno z zabranych jaj rozbija się, ginie także jeden z członków załogi. Dalsza część podroży wiedzie przez ogarniętą wojną środkową Europę, gdzie Temeraire i jego załoga biorą udział w przegranych bitwach pod Jeną i Auerstedt. Uciekając przed potęgą Napoleona, wspomaganego przez Lien, przez Berlin i Poznań  docierają do oblężonego Gdańska. Wydostawszy się stamtąd podstępem, nareszcie zmierzają do ojczyzny. Wiozą ze sobą Iskierkę, wyklutego po drodze tureckiego smoka o dużym temperamencie, którego kapitanem zostaje Granby, oficer na Temerairze.